# Нове Обожиська
Нове Обожиська (пол. Nowe Oborzyska, нім. Kuhnern) — село в Польщі, у гміні Косцян Косцянського повіту Великопольського воєводства.
Населення — 287 осіб (2011).
У 1975-1998 роках село належало до Лешненського воєводства.

## Демографія
Демографічна структура станом на 31 березня 2011 року:
|          | Загалом | Допрацездатний вік | Працездатний вік | Постпрацездатний вік |
| -------- | ------- | ------------------ | ---------------- | -------------------- |
| Чоловіки | 135     | 33                 | 89               | 13                   |
| Жінки    | 152     | 30                 | 96               | 26                   |
| Разом    | 287     | 63                 | 185              | 39                   |